# Peter Mes
Peter Mes (* 1. Juni 1943 in Köln; † 19. Juli 2025) war ein deutscher Rechtsanwalt und Rechtswissenschaftler.

## Leben
Nach der Schulzeit und dem in Köln abgelegten Abitur studierte Peter Mes in den Jahren 1963 bis 1967 an Universitäten in Köln, Bonn und München. Nach der Ablegung des ersten Staatsexamens in Köln wurde er Vollassistent bei Gottfried Baumgärtel an der Universität zu Köln. 1970 promovierte er bei Baumgärtel zum Thema „Der Rechtsschutzanspruch“. Er war von 1970 bis 1973 Referendar und zeitgleich weiter wissenschaftlicher Assistent am Institut für Verfahrensrecht an der Universität zu Köln.
1973 wurde Mes als Rechtsanwalt zugelassen und trat in die Anwaltskanzlei von Richard Moser von Filsek ein. Mes wurde 1977 Partner der Kanzlei. Schließlich wurde er Namensgeber der nun als Krieger Mes & Graf v. der Groeben firmierenden und auf den gewerblichen Rechtsschutz spezialisierten Kanzlei. Peter Mes galt als einer der gefragtesten Rechtsanwälte auf dem Feld des gewerblichen Rechtsschutzes. 1998 wurde er Lehrbeauftragter an der Westfälischen Wilhelms-Universität in Münster und 2005 Honorarprofessor in Münster.